# Капечелатро, Альфонсо
Альфонсо Капечелатро ди Кастельпагано (итал. Alfonso Capecelatro di Castelpagano; 5 февраля 1824, Марсель, Франция — 14 ноября 1912, Капуа, королевство Италия) — итальянский кардинал и писатель. Архиепископ Капуи с 20 августа 1880 по 14 ноября 1912. Библиотекарь Святой Римской Церкви с 29 апреля 1890 по 14 ноября 1912. Кардинал-священник с 27 июля 1885, с титулом церкви Санти-Нерео-эд-Акиллео с 30 июля 1885 по 15 января 1886. Кардинал-священник с титулом церкви Санта-Мария-дель-Пополо  с 15 января 1886. 

## Биография
Папа Лев XIII назначил его библиотекарем Ватикана, архиепископом Капуи и кардиналом. 

## Труды
В 1856 году Капечелатро опубликовал «Storia di Santa Caterina e del Papato del suo tempo», переведенную на французский и немецкий языки. 
Затем последовал ряд других сочинений:
- «Newman е l’oratorio inglese»,
- «La storia di San Pier Damiani»,
- «Gli errori di Renan»,
- «La vita di Gesu Cristo»,
- «Scritti varii religiosi e sociali»,
- «Le armonie della Religione col cuore»,
- «Sermoni»,
- «La Madre di Dio»,
- «Gladstone e gli effetti dei decreti vaticani»,
- «Apparecchio al Catechismo»,
- «La Dottrina Cattolica»
- и др.